# Oleksandr Svitlychnyy
Oleksandr Svetlichny (em ucraniano: Олександр Світличний) (Kharkiv, 23 de agosto de 1972) foi um ginasta ucraniano que competiu em provas de ginástica artística pela nação.
Svetlichny é o detentor de duas medalhas olímpicas, conquistadas em diferentes edições. Na primeira, nas Olimpíadas de Atlanta em 1996, subiu ao pódio na prova coletiva como o medalhista de bronze, em prova conquistada pela Rússia de Alexei Nemov. Quatro anos mais tarde, nos Jogos de Sydney, subiu novamente ao pódio por equipes, agora como medalhista de prata, após ser superado pelo time chinês de Yang Wei.